# Mario i Marta
Sveti Mario i Marta bili su perzijski supružnici i plemići te kršćanski mučenici ubijeni za Decijevih progona kršćana, zajedno sa sinovima Audifaksom i Abahumom. Spomendan u Katoličkoj Crkvi im je 19. siječnja.

## Život
Prema ranokršćanskim hagiografskim spisima, u Rim dolaze oko 250. godine. Opisuju se kao gorljivi kršćani, koji su pomagali rimskim kršćanima, a spominje se i kako su pomagali svećeniku Ivanu pokopati tijela 267 pogubljenih mučenika u katakombama kod Via Salarie. Uhićeni su i dovedeni pred sudca Muscijana koji ih zbog odbacivanja iskazivanja časti rimskim bogovima daje zatvoriti i osuditi na smrt. Mariju i sinovima odrubljena je glava u Nymphae Catabassi nedaleko Rima, a njihova su tijela spaljena, dok je Marta bila bačena u zdenac. Rimljanka Felicitas uzela je dijelom očuvana Marijeva i sinovljeva tijela, te Martino tijelo iz bunara i dala ih tajno pokopati u katakombama kod Via Cornelie, 20. siječnja 270. godine.

## Štovanje
Na mjestu njihova mučeništva podignuta je crkva. Njihovi posmrtni ostatci pronađeni su 1590. godine te se čuvaju u crkvama u Rimu, Cremoni i Seligenstadtu.
Iako se navodi da su pogubljeni 20. siječnja, zbog blagdana sv. Sebastijana spomendan im je prebačen na raniji dan.